# فولخر كويتر
فولخر كويتر (بالهولندية: Volcher Coiter) ـ (1534 ـ 2 يونيو 1576) هو عالم تشريح هولندي، أرسى قواعد علم العظام المقارن، وكان أول من وصف التهاب السحايا.

## حياته
ولد كويتر في خرونينغن، وتلقى تعليمه في إيطاليا وفرنسا، حيث تتلمذ على أوليسي ألدروفاندي وغابرييلي فالوبيو وبارتولوميو يوستاكي (في إيطاليا) وغيوم رونديليه (في فرنسا). صار طبيبًا لمدينة نورنبرغ سنة 1569، وشارك في حروب الدين الفرنسية جراحًا ميدانيًا للكونت يوهان كازيمير، وتوفي في مقاطعة شامباني أثناء عودة القوات الألمانية إلى ديارها.

## مؤلفاته ودراساته
من أشهر أعماله:
- كتاب Externarum et Internarum Principalium Humani Corporis Partium Tabulae ـ 1573
- كتاب De Avium Sceletis et Praecipius Musculis ـ 1575

وقد درس كويتر تشريح الطيور دراسة وافية، كما صنف الطيور على أساس التركيب والعادات، ووضع تصنيفًا ثنائيًا رائدًا.